# Liste des maires de Guérande
Liste des maires de Guérande présente un historique des maires de la commune française de Guérande située dans le département de la Loire-Atlantique et la région des Pays de la Loire.

## Liste des maires

### Liste des maires de Guérande sous l'ancien régime
| Règne de Louis XIV (1643-1715) |                                                                                     | |
| 1692-1696                      | ?                                                                                   | ? |
| 1696-1700                      | François Duhil (ou du Hil), sieur du Breil (1696)                                   | Aubin Borré (1697)                                                                                                 |
| 1700-1703                      | Guillaume Calve, sieur de Touloc (1700)                                             | Pierre Larragon, procureur-syndic (1701)                                                                           |
| 1703-1709                      | ?                                                                                   | ? |
| 1709-1711                      | Joseph Le Baud (1709)                                                               | ? |
| 1711-1716                      | François Duhil (ou du Hil) (1711)                                                   | Guillaume Laragon, sieur de Kerbézo (1713)                                                                         |
| Régence (1715-1723)            |                                                                                     | |
| 1716-1718                      | Thomas Hemery, avocat                                                               | ? |
| 1718-1722                      | Jean Le Texier, sieur de Kerhillier (élu en 1718 puis 1719)                         | ? |
| Règne de Louis XV (1723-1774)  |                                                                                     | |
| 1722-1727                      | Réné Bourdic, sieur de Guémadeuc, sénéchal des Régaires                             | ? |
| 1727-1730                      | Jean-Baptiste Fournier                                                              | ? |
| 1730-1734                      | Jean-Baptiste Fournier (deuxième mandat)                                            | Louis Mouton, Avocat au Parlement de Bretagne (1731)                                                               |
| 1734-1738                      | Gabriel Mouton, (frère ainé du précédent)                                           | ? |
| 1738-1740                      | Thomas Hemery                                                                       | ? |
| 1740-1742                      | le sieur Fournier de La Gillardais                                                  | ? |
| 1742-1745                      | Christophe Georgelin, sieur de Maufredais (1742)                                    | Yves Gannat, avocat (1744)                                                                                         |
| 1745-1748                      | Duvivier, greffier de la Sénéchausée                                                | Christophe Georgelin, sieur de la Maufredaye (1746)                                                                |
| 1748-1750                      | Yves Gannat, Avocat                                                                 | ? |
| 1750-1756                      | Joseph Tiffoche, Sénéchal et Subdélégué de l'Intendance de Bretagne                 | Yves Payen, sieur de Trohudal, lieutenant de la sénéchaussée royale de Guérande, Maire alternatif (1752).          |
| 1756-1762                      | Jean-Baptiste Duvivier, Greffier de la Sénéchaussée (né 1715, mort 1785)            | Joseph Tiffoche, Sénéchal et Subdélégué, Maire alternatif                                                          |
| 1762-1764                      | Jean-Baptiste Duvivier                                                              | Gabriel Honoré Vrignaud, Alloué de la Sénéchaussée, Maire alternatif, député aux états de Bretagne en 1756 et 1760 |
| 1764-1765                      | Gabriel Honoré Vrignaux de Plusquepois                                              | Jean-Baptiste Duvivier, Maire alternatif.                                                                          |
| 1765-1770                      | Joseph Tiffoche, Sénéchal et Subdélégué (2e mandat)                                 | Joseph Belliotte, sieur de la Ville-Alain, comaire                                                                 |
| 1770-1771                      | Mathieu Rouaud de la Villemartin, (ou de la Ville-es-Martin, près de Saint Nazaire) | ? |
| 1771-1773                      | Joseph Tiffoche, Sénéchal et Subdélégué (3e mandat)                                 | ? |
| 1773-1776                      | Joseph Tiffoche, Sénéchal et Subdélégué (4e mandat)                                 | ? |
| Règne de Louis XVI (1674-1789) |                                                                                     | |
| 1776-1779                      | Gabriel Honoré Vrignaux de Plusquepois (2e mandat)                                  | ? |
| 1779-1785                      | Le sieur Amelot                                                                     | ? |
| 1785-1789                      | Mathieu Rouaud de la Villemartin (1743 - 1803), Procureur de la Sénéchaussée        | ? |

(Cette liste est incomplète, les dates indiquées sont celles des actes sur lesquels le nom figure, souvent celle de leur entrée ou fin de fonction). La charge était en général achetée pour une période de deux ou trois ans, parfois quatre, seul ou à deux, le second élu alors appelés « maires alternatifs ».

### Liste des maires après la Révolution
| Période                             | Période  | Identité                                                 | Étiquette | Qualité |
| ----------------------------------- | -------- | -------------------------------------------------------- | --------- | --- |
| Consulat - Ier Empire               |          |                                                          |           | |
| 1800                                | 1806     | Jean-Marie Chotard                                       |           | conseiller général, député |
| 1806                                | 1816     | Louis-Armand Mérese                                      |           | notaire |
| Restauration - Monarchie de Juillet |          |                                                          |           | |
| 1816                                | 1821     | Louis-Jacques de Sécillon                                |           | lieutenant-colonel - Ordre du Saint-Esprit                                                                                             |
| 1821                                | 1830     | Louis-Marie de Couëssin                                  |           | commandant |
| 1830                                | .        | Félix Thomas Quilgars                                    |           | notaire, juge de paix |
| 1830                                | 1833     | Gilles Muterse de la Ville au Blaye                      |           | capitaine de Marine |
| 1833                                | .        | François Victor Frangeul                                 |           | boulanger |
| 1833                                | 1847     | Louis Armand Mérese                                      |           | notaire, conseiller général |
| 1847                                | .        | Jérome Bernus                                            |           | loueur de voitures, bijoutier |
| 1847                                | 1848     | Jean Kerguistel                                          |           | médecin |
| 1848                                | .        | Citoyen - Challau                                        |           | |
| IIe République                      |          |                                                          |           | |
| 1848                                | 1849     | (comte) François-Louis Fournier de Pellan                |           | propriétaire |
| 1849                                | 1851     | Jean Kerguistel                                          |           | médecin |
| 1852                                | .        | François Victor Frangeul                                 |           | vétérinaire |
| IIe Empire                          |          |                                                          |           | |
| 1852                                | 1854     | Tranquille-Louis de Morat                                |           | |
| 1854                                | 1855     | Émile Antoine Mérese                                     |           | médecin (mort 1855) |
| 1855                                | 1860     | François-Louis-Marie Fournier de Pellan                  |           | (mort 1860) |
| 1860                                | 1861     | Jacques Marie Martin de la Moutte                        |           | receveur principal des Douanes |
| 1861                                | 1865     | (comte) Henri Isle de Beauchaine                         |           | propriétaire |
| 1865                                | 1870     | Gustave Lallement                                        |           | |
| 1870                                | 1871     | Émile Grazais                                            |           | médecin |
| IIIe République                     |          |                                                          |           | |
| 1871                                | 1878     | (vicomte) François-Louis-Marie Fournier de Pellan (fils) | droite    | propriétaire, conseiller général (1871-1882)                                                                                           |
| 1878                                | .        | Pierre-Marie du Bouays de Couesbouc                      |           | médecin |
| 1878                                | 1879     | Édouard de Monti                                         |           | |
| 1880                                | .        | Paul Quirouard                                           |           | notaire |
| 1881                                | 1882     | Jean-Baptite Dubois                                      |           | commerçant |
| 1882                                | 1882     | Eugène de Bregeot                                        |           | propriétaire |
| 1883                                | 1884     | Louis de Couëssion                                       |           | propriétaire |
| 1884                                | 1887     | Émile Grazais                                            |           | médecin, conseiller général (1887-1889)                                                                                                |
| 1887                                | 1889     | Paul Le Quen d'Entremeuse                                | droite    | propriétaire, conseiller général (1889-1913)                                                                                           |
| 1889                                | 1892     | Jean-Baptiste Dubois                                     |           | propriétaire |
| 1892                                | 1912     | Paul Gustave Le Quen d'Entremeuse                        | droite    | propriétaire |
| 1912                                | 1929     | Émile Pourieux                                           | droite    | négociant, conseiller général (1913-1929)                                                                                              |
| 1929                                | 1935     | Joseph Bigaré                                            | droite    | propriétaire, conseiller d'arrondissement, Président du syndicat de Grande Brière                                                      |
| 1935                                | 1945     | Paul Pichelin                                            | PSF       | colonel, conseiller général (1937-1940), puis nommé membre de la Commission administrative départementale par le Gouvernement de Vichy |
| IVe et Ve République                |          |                                                          |           | |
| 1945                                | 1958     | Émile Pourieux (fils)                                    | DVD       | négociant |
| 1958                                | 1979     | Jean Ménager                                             | UDR       | comptable |
| 1979                                | 1986     | Jean Rousseau                                            | UDR       | entrepreneur de maçonnerie |
| 1986                                | 1995     | Michel Rabreau                                           | RPR       | pharmacien, conseiller général (1986-1994), suppléant d'Olivier Guichard, député (1968-1974)                                           |
| 1995                                | 2006     | Jean-Pierre Dhonneur                                     | UMP       | directeur de banque, conseiller général (2001-2006), décédé en fonctions                                                               |
| 2006                                | 2008     | Annick Mahé                                              | UMP       | |
| 2008                                | 2014     | Christophe Priou                                         | UMP       | cadre de chambre de commerce et d'industrie, ancien maire du Croisic, député                                                           |
| 2014                                | 2018     | Stéphanie Phan Thanh                                     | DVD       | notaire |
| 2018                                | en cours | Nicolas Criaud                                           | DVD       | courtier en assurances |